# Harry Potter e il calice di fuoco (videogioco)
Harry Potter e il calice di fuoco (Harry Potter and the Goblet of Fire) è un videogioco; è stato distribuito l'11 novembre 2005, pochi giorni dopo l'uscita del film omonimo. La trama del videogioco è tratta da Harry Potter e il calice di fuoco di J. K. Rowling, quarto romanzo nella serie di Harry Potter.

## Trama
Harry Potter è scelto inaspettatamente per essere il quarto partecipante alla Coppa Tre Maghi, nel suo quarto anno a Hogwarts. Durante l'anno dovrà imparare gli incantesimi ed i trucchi per superare tre difficili prove, ed, infine, scappare dalle grinfie del terribile Lord Voldemort. La prima prova consiste nel recuperare un uovo custodito da un drago (un Ungaro Spinato), la seconda nel salvare qualcuno di prezioso per Harry, e, nella terza, percorrere un labirinto per raggiungere la Coppa Tre Maghi. In realtà quest'ultima è una Passaporta che condurrà Harry e Cedric Diggory al cimitero dove c'è Lord Voldemort, e dove il povero Diggory perderà la vita.

## Modalità di gioco
Nel gioco si possono impersonare i tre personaggi principali del film: Harry Potter, Hermione Granger e Ron Weasley; rispetto ai giochi precedenti è presente un nuovo sistema di lancio degli incantesimi, che permette la combinazione di incantesimi lanciati da diversi personaggi. Sono stati fatti notevoli sforzi per rendere i personaggi estremamente somiglianti alle loro controparti nel film; un passo avanti notevole è stato fatto, inoltre, per quanto riguarda la qualità grafica, rispetto ai giochi precedenti.
I giocatori possono dunque giocare con amici e combinare incantesimi, che divengono decisamente più potenti. Inoltre, collezionando gelatine in movimento (con l'incantesimo Accio) et similia (carte dei personaggi o creature), aumenteranno i loro poteri. Il gioco è diviso in diversi livelli non consecutivi, alcuni dei quali, bloccati all'inizio del gioco, vengono sbloccati acquisendo Scudi dei Tre Maghi. Questo è l'unico titolo della saga a includere una modalità cooperativa che però non è disponibile nelle prove del Torneo Tre Maghi e durante lo scontro finale contro Voldemort, in quanto Harry è l'unico personaggio giocabile in questi livelli.
Mancano inoltre le dinamiche da videogioco di ruolo prospettate nei precedenti episodi, e le inquadrature non sono controllabili dal giocatore.

## Doppiaggio
| Personaggio              | Doppiatore originale | Doppiatore italiano  |
| ------------------------ | -------------------- | -------------------- |
| Personaggi giocabili     |                      |                      |
| Harry Potter             | Daniel Larner        | Massimo Di Benedetto |
| Ron Weasley              | Gregg Chillin        | Luigi Rosa           |
| Hermione Granger         | Harper Marshall      | Tosawi Piovani       |
| Personaggi non giocabili |                      |                      |
| Arthur Weasley           | Dominic Coleman      | Gianni Quillico      |
| Malocchio Moody          | Stanley Townsend     | Riccardo Rovatti     |
| Cedric Diggory           | Blake Ritson         | Paolo De Santis      |
| Fleur Delacour           | Claudia Renton       | Monica Bonetto       |
| Viktor Krum              | Boris Mitkova        | Silvio Pandolfi      |

## Accoglienza
| Testata    | Giudizio | Giudizio | Giudizio | Giudizio | Giudizio | Giudizio | Giudizio |
| Testata    | DS       | GBA      | GC       | PC       | PS2      | PSP      | Xbox     |
| ---------- | -------- | -------- | -------- | -------- | -------- | -------- | -------- |
| Metacritic | 68/100   | 71/100   | 69/100   | 66/100   | 68/100   | 70/100   | 68/100   |

| Testata                          | Giudizio | Giudizio | Giudizio | Giudizio | Giudizio | Giudizio | Giudizio |
| Testata                          | DS       | GBA      | GC       | PC       | PS2      | PSP      | Xbox     |
| -------------------------------- | -------- | -------- | -------- | -------- | -------- | -------- | -------- |
| Eurogamer                        | N / A    | N / A    | N / A    | 6/10     | N / A    | N / A    | N / A    |
| Famitsu                          | 28/40    | N / A    | 27/40    | N / A    | N / A    | N / A    | N / A    |
| Game Informer                    | N / A    | N / A    | 6,5/10   | N / A    | 6,5/10   | N / A    | 6,5/10   |
| GamePro                          | N / A    | N / A    | 3/5      | N / A    | 3/5      | N / A    | 3/5      |
| GameSpot                         | 6.5/10   | 6,6/10   | 7.3/10   | 7.3/10   | 7.3/10   | 7.3/10   | 7.3/10   |
| GameSpy                          | 2/5      | 2/5      | 4.3/5    | N / A    | 4.3/5    | 3/5      | 4.3/5    |
| GameTrailers                     | N / A    | N / A    | 5.8/10   | 5.8/10   | 5.8/10   | N / A    | 5.8/10   |
| Game Zone                        | 8/10     | 7.7/10   | 7.5/10   | 8/10     | 7.1/10   | 7.8/10   | 7.5/10   |
| IGN                              | 7.8/10   | 7.4/10   | 7.2/10   | 7.2/10   | 7.2/10   | 7.5/10   | 7.2/10   |
| Nintendo Power                   | 8/10     | 8/10     | 8,5/10   | N / A    | N / A    | N / A    | N / A    |
| Official US PlayStation Magazine | N / A    | N / A    | N / A    | N / A    | 4.3/5    | 4.3/5    | N / A    |
| Official Xbox Magazine           | N / A    | N / A    | N / A    | N / A    | N / A    | N / A    | 7/10     |
| PC Gamer                         | N / A    | N / A    | N / A    | 35%      | N / A    | N / A    | N / A    |
| Xplay                            | N / A    | N / A    | 3/5      | 3/5      | 3/5      | N / A    | 3/5      |
| Detroit free press               | N / A    | N / A    | 4/4      | N / A    | N / A    | N / A    | N / A    |
| The Sydney Morning Herald        | N / A    | N / A    | 3/5      | 3/5      | 3/5      | N / A    | 3/5      |

Il Calice di Fuoco ha ricevuto recensioni "miste o nella media" in tutte le versioni del gioco, secondo l'aggregatore di recensioni di videogiochi Metacritic . In Giappone, dove GameCube e Nintendo DS sono stati portati il 26 novembre 2005, Famitsu gli ha dato un punteggio combinato di 28 su 40 per la versione DS; e 27 su 40 per la versione GameCube. Famitsu Cube + Advance ha dato sia alla versione DS che a quella GameCube un punteggio di 27 su 40. 
Detroit Free Press ha dato alla versione GameCube tutte e quattro le stelle e ha detto, "Questo è un videogioco magistrale perché può essere apprezzato a molti livelli. I giocatori più giovani possono semplicemente esplorare questo mondo di Harry Potter graficamente ricco e avere successo. I giocatori più grandi si divertiranno a manipolare la magia scegliendo incantesimi e abilità e lanciando magie insieme agli amici." Tuttavia, The Sydney Morning Herald ha dato al gioco tre stelle su cinque e ha affermato che il suo punto forte "è un breve ma emozionante inseguimento con la scopa contro un drago sputafuoco. Un intermezzo subacqueo è meno riuscito, sebbene offra varietà."
La versione PlayStation 2 ha indicato le vendite di almeno 300.000 copie nel Regno Unito.